# Habenaria binghamii
Habenaria binghamii là một loài thực vật có hoa trong họ Lan. Loài này được G.Will. mô tả khoa học đầu tiên năm 2005.